# 吳鸞
吳鸞（1467年—1530年），字應祥，號敬斋，南直隸蘇州府太倉州人，明朝政治人物。

## 生平
吳鸞跟隨王倬學習《易經》，得對方鍾愛，弘治八年（1495年）中舉人，正德六年（1511年）會試中式，九年（1514年）成甲戌科進士，獲授禮部精膳司主事，因病請求改任南京禮部主客司主事。
他個性恬退，當參加會試時曾遲疑甚至中途折返，兄長吳鳳強迫他參加即考中進士，不久他又自行回家，後來才參與吏部謁選，同年進士桂蕚已為成為禮部尚書，另一位進士鄒守益則為南京翰林掌院，他憂慮的說：「武公九十而勸我怎麼老了。」因病請求辭官，嘉靖九年庚寅卒，年六十四。他侍奉繼母孝順，田產都讓給兄弟，婉拒部使者請往。

## 家族
曾祖吴英。祖父吴茂。父吴源。娶王氏，封安人。四子：吴諫、吴让、吴謹、吴訥。

## 引用
- 王世貞《明故承德郎南京禮部主客司主事敬斋吴公墓志铭》

1. 1 2  民國《太倉州志·卷十八·人物二》：吳鸞，字應祥，正德六年會試中式，九年廷試，授禮部精膳司主事，以疾乞改南，陞主客司郎中。先從王倬受《易》，倬獨愛重鸞，鸞既精於《易》，從受業成進士者甚眾；性恬退，當試輙逡巡，或中道反，兄鳳強僭往即取上第，輙又歸，久之謁選吏部，則同年桂蕚已為禮部尚書，下階握曰：「公雖倦勉，為我縻一官。」然竟告留省，時同年鄒守益為南京翰林掌院為陽明學，鸞與上下惕然起曰：「武公九十而箴予曷云老。」因疾乞歸，卒年六十四。鸞事繼母孝，田產悉讓兄弟，茅屋數稼，簟瓢屢空，而終日欣欣若有所得，部使者有司往請，輙不應，徒步從一童子，或時手袍帶行，遇賤豎維謹，其長者類如此。
2. ↑  民國《太倉州志·卷十·選舉》：（弘治）八年己【乙】卯科（舉人）……吳鸞 見進士……（正德）九年甲戌科（進士）……吳鸞 有傳